# Release Velocity
Release Velocity (engl. für Loslassgeschwindigkeit) bezeichnet bei anschlagsdynamischen elektronischen Tasteninstrumenten (z. B. Synthesizer oder Keyboards) diejenige Geschwindigkeit, mit der eine Taste nach der Anschlags- und Haltephase wieder losgelassen wird.